# أوريول كورتيس
أوريول كورتيس (بالإسبانية: Oriol Cortes)‏ هو لاعب كرة قدم إسباني في مركز الوسط، ولد في 28 يونيو 1989 في برشلونة في إسبانيا. لعب مع Orange County SC ‏.